# 2001 한빛소프트배 온게임넷 스타리그
2001 한빛소프트배 온게임넷 스타리그는 2001년에 진행된 스타리그이다.

## 리그 기간
- 2001년 2월 16일~ 2001년 5월 5일

## 특이사항
- 전 대회(2000 프리챌배 온게임넷 스타리그) 우승자가 시드를 받지 못한 유일한 대회(왕중왕전 우승자 시드배정)
- 2001년 2월 2일 서울 게토PC방에서 각 팀 추천선수 114명의 선수가 14개조로 나눠 조별 토너먼트를 진행
- 8강전 ~ 결승까지 진행하여, 각조 1위가 스타리그로 진출.(11조는 16강전 한 번만 치름 김동수(P) 2 - 0 김현철(Z))
- 메가웹 스튜디오 생방송 시작
- 온게임넷 스타리그 최초로 맵공모전으로 공식맵 선정 : 우승작 Hall of Valhalla, 준우승작 Legacy of Char
- 후원사 유니폼 첫 등장
- 온게임넷 스타리그 최초로 테란 결승 진출. 그리고 테란 첫 우승(임요환)
- 임요환 시대 개막
- 온게임넷 스타리그가 메이저대회로 인정받는 첫 번째 대회
- 결승전 테란상대로 저그의 수난시대 시작
- 결승장소 : 서울 세종대학교 대양홀
- 역대 스타리그 최고승률 우승 : 11승 1패 (91.6%)
- 엔딩곡으로 동창회의 〈다시 만날 때까지〉가 사용되었고, 선수들과 관계자들이 합창하는 영상이 제작되어 방송되었다. 이 곡은 마지막 온게임넷 스타리그 Tving 스타리그 2012의 엔딩곡으로도 사용되었다.

## 출전 선수
| 종족     | 명 | 이름                                                    |
| 테란     | 4  | 유병준 이운재 임요환 한웅렬                             |
| 저그     | 8  | 국기봉 김갑용 김상권 장진남 정대희 정완수 한정근 홍진호 |
| 프로토스 | 4  | 강동원 기욤 박용욱 임성춘                               |

## 16강

### 본경기
16강 조추첨에 따라 결정된 조에 따라서 한 선수가 한 경기씩 총 세 경기를 펼치게 되며, 한 조로 볼 때 총 여섯 경기를 치르게 된다.
| A조         | A조     | B조    | B조     | C조    | C조     | D조    | D조     |
| ----------- | ------- | ------ | ------- | ------ | ------- | ------ | ------- |
| 장진남      | 2승 1패 | 박용욱 | 2승 1패 | 홍진호 | 3승 0패 | 임성춘 | 2승 1패 |
| 기욤 패트리 | 2승 1패 | 정대희 | 0승 3패 | 유병준 | 1승 2패 | 한정근 | 1승 2패 |
| 한웅렬      | 1승 2패 | 임요환 | 3승 0패 | 국기봉 | 2승 1패 | 이운재 | 3승 0패 |
| 김상권      | 1승 2패 | 정완수 | 1승 2패 | 강동원 | 0승 3패 | 김갑용 | 0승 3패 |

## 8강

### 본경기
8강 조추첨에 따라 결정된 조에 따라서 한 선수가 한 경기씩 총 세 경기를 펼치게 되며, 한 조로 볼 때 총 여섯 경기를 치르게 된다.
| A조    | A조     | B조         | B조     |
| ------ | ------- | ----------- | ------- |
| 장진남 | 2승 1패 | 기욤 패트리 | 2승 1패 |
| 국기봉 | 0승 3패 | 홍진호      | 1승 2패 |
| 임요환 | 3승 0패 | 박용욱      | 2승 1패 |
| 임성춘 | 1승 2패 | 이운재      | 1승 2패 |

## 4강 ~
|  | 준결승전 | 준결승전    | 준결승전 |  |  | 결승전 | 결승전      | 결승전 |
|  |          |             |          |  |  |        |             |        |
|  | A1       | 임요환      | 2        |  |  |        |             |        |
|  | B2       | 박용욱      | 1        |  |  |        |             |        |
|  |          |             |          |  |  | W1     | 임요환      | 3      |
|  |          |             |          |  |  | W2     | 장진남      | 0      |
|  | A2       | 장진남      | 2        |  |  |        |             |        |
|  | B1       | 기욤 패트리 | 0        |  |  | 3위    | 3위         | 3위    |
|  |          |             |          |  |  |        |             |        |
|  |          |             |          |  |  | L1     | 박용욱      | 0      |
|  |          |             |          |  |  | L2     | 기욤 패트리 | 2      |

## 우승
| 2001 한빛소프트배 온게임넷 스타리그 우승 |
| ---------------------------------------- |
| 임요환 (첫 번째 우승)                    |

## 대회 결과
- 우승 임요환, 준우승 장진남, 3위 기욤 패트리, 4위 박용욱

## 사용 맵 정보
| 종족   | Neo Blaze | Legacy of Char | Hall of Valhalla | Neo Jungle Story |
| ------ | --------- | -------------- | ---------------- | ---------------- |
| 인원   | 4         | 4              | 4                | 4                |
| P vs Z | 2:2       | 1:2            | 2:0              | 3:2              |
| Z vs T | 1:2       | 0:4            | 3:2              | 1:2              |
| T vs P | 3:0       | 0:0            | 1:2              | 2:1              |
| Z vs Z | 1번       | 1번            | 1번              | 1번              |
| T vs T | 0번       | 0번            | 0번              | 0번              |
| P vs P | 0번       | 0번            | 1번              | 1번              |